# Archimedes Exhibitions
Archimedes Exhibitions GmbH ist eine deutsche Designagentur mit Sitz in Berlin, die interaktive Installationen und wissenschaftliche Ausstellungen entwickelt.

## Unternehmen

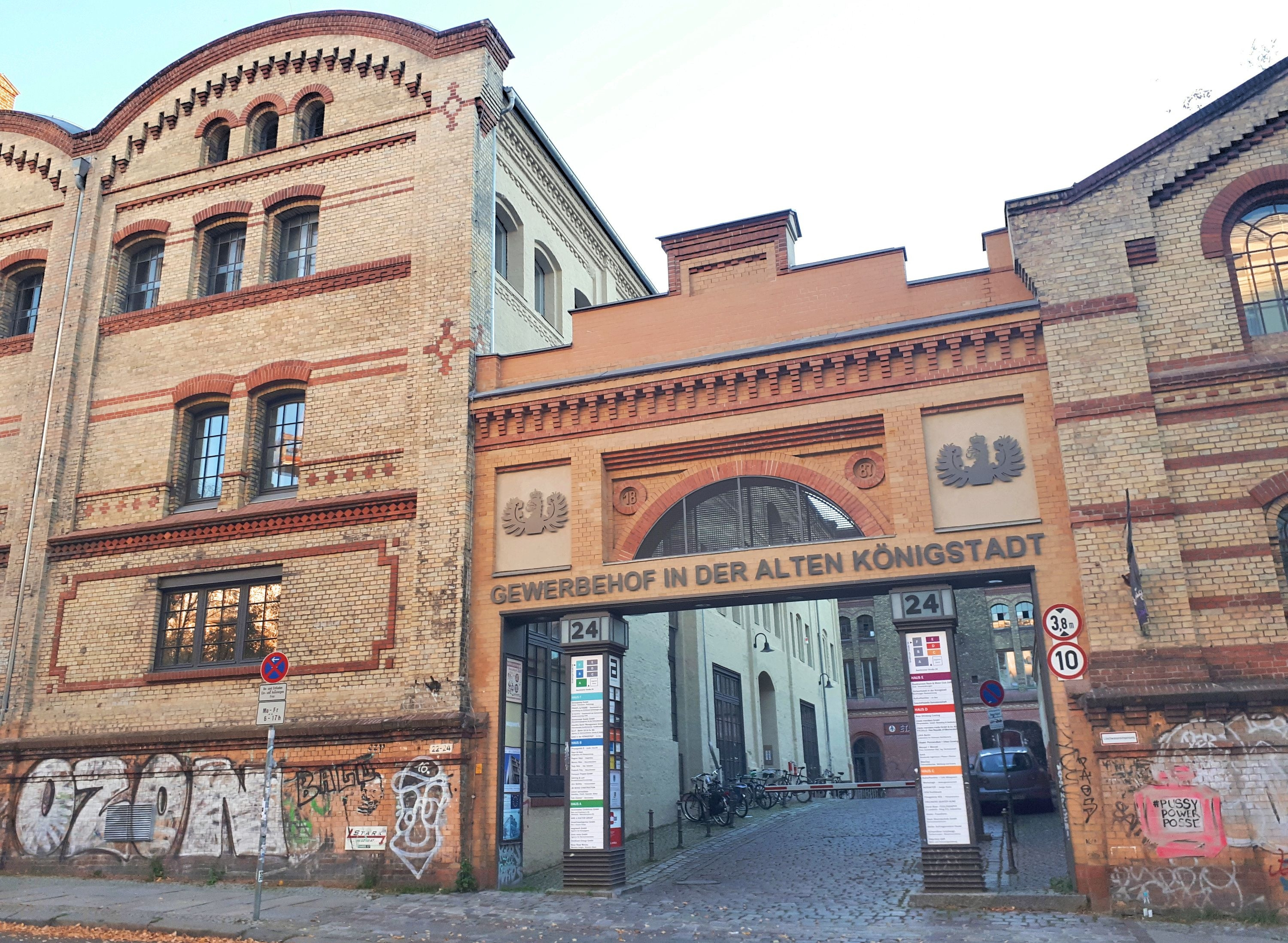
Gewerbehof Alte Königstadt

Archimedes Exhibitions wurde 1996 von sechs Gesellschaftern in Berlin gegründet. Der Name ist ein Akronym der Begriffe Architektur, Medien und Design. Seit 2005 ist die Agentur Mitglied der Genossenschaft Gewerbehof Saarbrücker Straße eG. Die Ateliers und Werkstätten befinden sich auf dem Gelände der Alten Königstadt in Berlin, Prenzlauer Berg.

### Projekte
Die Agentur entwickelt in Deutschland und darüber hinaus Exponate und Installationen, bei denen interaktive Oberflächen eine wichtige Rolle spielen. Mit der Charité Universitätsmedizin Berlin arbeitete sie ab 2009 in dem Forschungsprojekt SimMed – Simulation medizinischer Handlungen zusammen. Gemeinsam entwickelten sie ein E-Learning-Programm, in dessen Zentrum ein tischgroßer waagerecht liegender Multi-Touch-Screen steht, an dem Medizinstudierende sowie Ärztinnen und Ärzte in der Fortbildung einen als 3D-Animation virtuell abgebildeten Kleinkindpatienten mit realen Krankheitsbildern behandeln können. Archimedes Exhibitions war für das Schnittstellendesign, die technische Entwicklung und die Umsetzung verantwortlich. Das Projekt gewann 2013 den European eLearning Award (eureLeA) für digitale Bildung.
Bei dem zweijährigen Forschungsprojekt Elixier arbeitete Archimedes mit der Bauhaus-Universität Weimar, der Freien Universität Berlin, dem Fraunhofer-Institut für Digitale Medientechnologie sowie den Unternehmen LD Didactic und Walk Engineering als Verbundkoordinator an der Digitalisierung des Laborumfeldes für Berufsschulen und Universitäten. Mitarbeiterinnen und Mitarbeiter von Archimedes übernahmen Lehraufträge oder fungierten als Experten aus der Praxis an der Universität der Künste Berlin, der Hochschule für Technik und Wirtschaft Berlin, der Berlin International University of Applied Sciences sowie am D.RE.A.M FabLab an der Città della Scienza in Neapel.

### Ausstellungen
Die Ausstellungsprojekte sind häufig im Bereich Wissenschaftskommunikation angesiedelt und verbinden die Aspekte Bildung und Unterhaltung zum sogenannten Edutainment. Sie zielen darauf ab, auf spielerische Weise Wissen multimedial und interaktiv zu vermitteln. Die Themen reichen dabei von Biodiversität und dem menschlichen Körper über Astronomie und Physik bis zu Mediengeschichte und Künstlicher Intelligenz.
Mit einem Projektteam der Max-Planck-Gesellschaft in München und Berlin konzipierte und realisierte die Agentur die wissenschaftliche multimediale Ausstellung Science Tunnel durch die Welt der Grundlagenforschung der Max-Planck-Institute für das Heinz Nixdorf MuseumsForum in Paderborn. Die Ausstellung ging auf eine weltweite Tournee. Für Volkswagen entwarf die Agentur ein modulares und umweltfreundliches Ausstellungssystem, das nach der Schau weiter genutzt wurde. Aus den Ausstellungsmodulen entstanden in Zusammenarbeit mit der BAU International Berlin – University of Applied Sciences Möbel für das Kinder- und Jugendhilfswerk Arche. Mit „Felix the Robot“ entwickelte Archimedes ein Robotergesicht, das auf jeden Gesichtsausdruck seines menschlichen Gegenübers in Echtzeit reagieren und die Mimik widerspiegeln kann. Der Roboter war im Wissenschaftsjahr 2019 ein Exponat in der Ausstellung „Ideenschmiede KI“ des Bundesministeriums für Bildung und Forschung im Bikini-Haus in Berlin, die das Konzept der künstlichen Intelligenz näherbringen sollte. 2021 wurde die Neugestaltung der „Parlamentshistorischen Ausstellung“ im Deutschen Dom eröffnet, mit der der Bundestag die Agentur beauftragt hatte. Die Agentur entwarf eine Raumgestaltung, die laut Der Tagesspiegel „die Ästhetik der Epochen aufgreift, ohne dem Publikum Stimmungen überzustülpen. Zwischen Erklär-Wänden gibt es Modelle, Filmdokumente und Details wie die Ausweiskarte eines Weimarer Abgeordneten von 1920. Lesetafeln übersetzen Zeitungen aus Fraktur in heutige Schrift, Touchscreens laden zum Weiterlesen ein.“